# Angelika Nebel

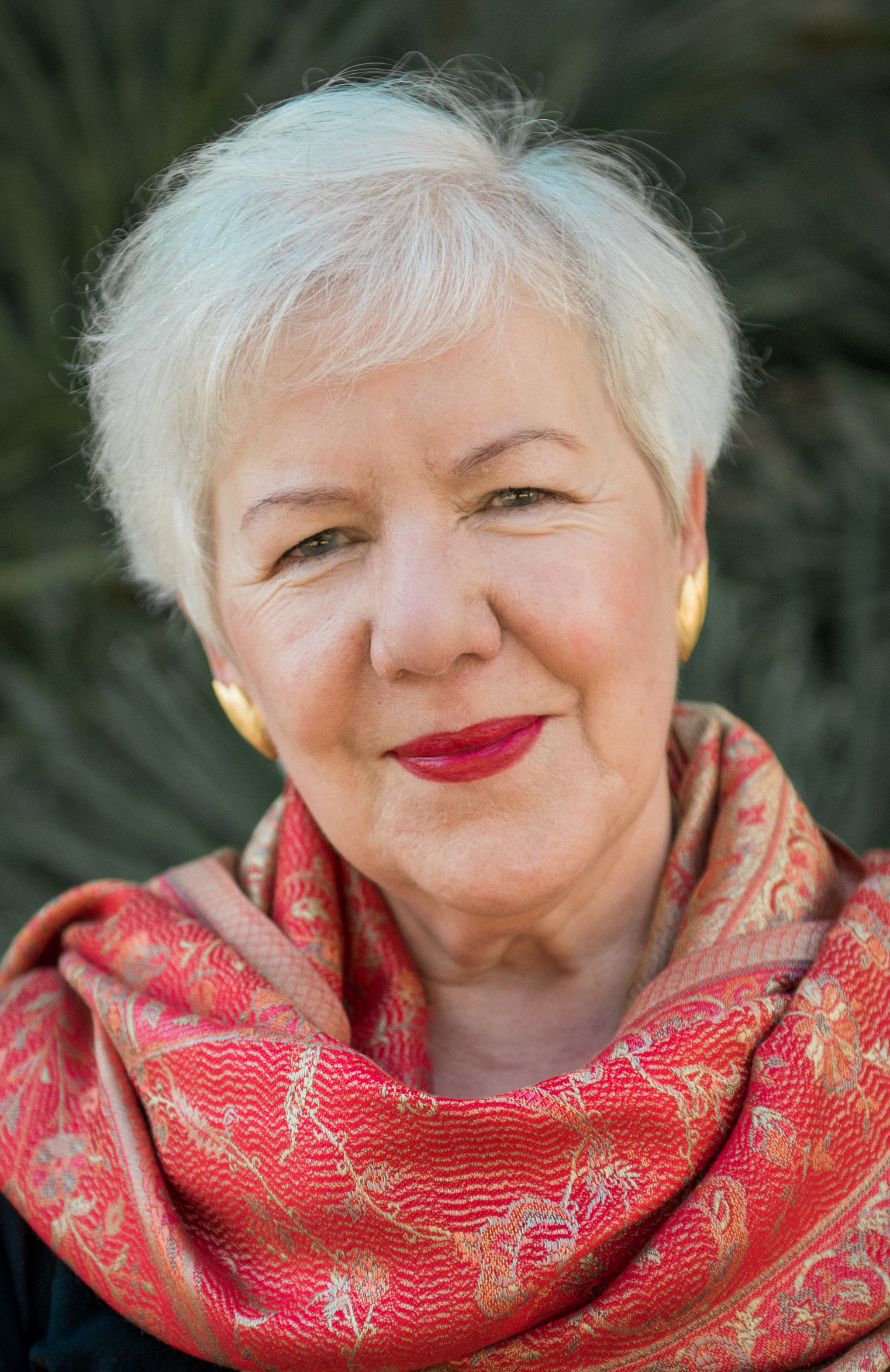
Angelika Nebel

Angelika Nebel (* 16. August 1947 in West-Berlin) ist eine deutsche Pianistin, Klavierpädagogin und Hochschulprofessorin.

## Leben und Wirken
Angelika Nebel stammt aus einer musikalischen Familie. Sie erhielt ihren ersten Klavierunterricht im Alter von acht Jahren bei dem Berliner Organisten und Pianisten Walter Dickmann, der ihr den Weg zu J. S. Bach eröffnete. Mit zehn Jahren wurde sie vom Städtischen Konservatorium Berlin aufgenommen. Hier erhielt sie Unterricht im Klavierspiel bei Hans Reichert und in Musiktheorie bei Walter Dickmann. Ihr Musikstudium begann sie mit 16 Jahren bei Jürgen Uhde an der Staatlichen Hochschule für Musik und Darstellende Kunst Stuttgart, setzte es bei Werner Hoppstock an der Städtischen Akademie für Tonkunst Darmstadt fort. Ab 1968 studierte sie bei Hans Leygraf an der Staatlichen Hochschule für Musik und Theater Hannover, das sie 1973 mit dem Konzertexamen abschloss.
1978 wurde Nebel Dozentin an Dr. Hoch’s Konservatorium Frankfurt am Main. 1981 erhielt sie einen Lehrauftrag an der Hochschule für Musik und Darstellende Kunst Frankfurt. 1995 wurde sie als Professorin an die Robert Schumann Hochschule Düsseldorf berufen, wo sie bis 2014 wirkte. Während ihrer Studienzeit begann Nebel im europäischen Raum zu konzertieren – in Deutschland, Belgien, Österreich, Italien, Tschechien, Spanien, Schweden, Schweiz, Lettland – und auch in Südkorea.
Nebel arbeitete mit deutschen und weiteren europäischen Rundfunk- und Fernsehanstalten zusammen, wie DLF, hr2, NDR, SFB, SR, SWR, WDR, Radio Bremen, ZDF Mainz, Radio Zürich, Radio Stockholm und Spanischer Rundfunk Madrid.
Nebel konzertierte bei verschiedenen Festivals, wie den Darmstädter Tagen für zeitgenössische Musik (1970), Frankfurt Feste in der Alten Oper (1982), in der Semperoper Dresden im Rahmen der 2. Dresdner Tage der zeitgenössischen Musik (1988), beim Robert Schumann-Fest Düsseldorf (2000), dem 7. Klevischen Kultursommer (2005), bei den Bad Hersfelder Festspielkonzerten (2012), dem Rheingau-Musik-Festival (2015) und im Konzerthaus Berlin (2025). Sie gab Meisterkurse in Bad Hersfeld, Essen, Riga/Lettland und in Südkorea. Zu ihrem Schülerkreis gehören Vita Gajevska, Su-Youn Jung, Yumin Kim, Ulrich Murtfeld, An-hoon Song und Wagner Stefani d’Aragona Malheiro Prado.
In den 1980er Jahren gehörte Nebel zu den Pionierinnen, die sich den Kompositionen von Clara Schumann widmeten, die bis dahin im Konzert- und Schallplattenbereich nahezu unbekannt waren. Darüber hinaus spielte sie zahlreiche Kompositionen von Komponistinnen wie Agathe Backer-Grøndahl, Cécile Chaminade, Harriet Cohen, Violeta Dinescu, Fanny Hensel, Myra Hess, Marie Jaëll, Ruth Schonthal und Elinor Remick Warren in Konzerten, CD- und Rundfunkaufnahmen.
Nebel widmete sich auch intensiv der Musik des 20.–21. Jahrhunderts. Dies führte zu Uraufführungen und Widmungen von Werken von Komponisten und Bearbeitern wie Hans Darmstadt, Klaus Kühnl, Wagner Stefani d’Aragona Malheiro Prado, Wolf Rosenberg, Mathias Spahlinger, Siegfried Würzburger und Frank Zabel.
Sie würdigte das Schaffen des spanischen Komponisten Padre Antonio Soler (1729–1783), dessen umfangreiches Sonatenwerk sie in Zusammenarbeit mit dem US-amerikanischen Konzertpianisten und Musikforscher Frederick Marvin entdeckte, es in Konzerten in Deutschland und Spanien bekannt machte und eine CD und einen Artikel über seine Klaviermusik veröffentlichte.
In den Jahren 2009 bis 2018 gab Nebel fünf CDs mit Bach-Transkriptionen heraus.
Während der COVID-19-Pandemie etablierte sie ab Juni 2020 die Studio-Konzerte im Westend mit kontinuierlichen Konzerten auch für nur wenige Gäste. 2023 wurde der Image-Film Studio-Konzerte im Westend in die Dauerausstellung des Historischen Museums Frankfurt im Bereich Stadtlabor – digital aufgenommen.
Angelika Nebel lebt in Frankfurt am Main.

## Diskographie
- Joseph Haydn; Johannes Brahms; Olivier Messiaen; Cristóbal Halffter. Electrola, Köln 1985.
- Clara Schumann. Klavierwerke. Pädagogischer Verlag Schwann-Bagel, Düsseldorf 1987, DNB 351997237.
- Joseph Haydn. Acht Sonaten. Amphion Records, Karlsruhe 2001.
- Antonio Soler. Sonaten. Amphion Records, Karlsruhe 2002.
- Robert Schumann – neu zu entdecken. Szenen, Arabeske, Balladen, Gesänge für Klavier. Ars musici.
- Bach-Transkriptionen für Klavier. Wiederentdeckte Annäherungen an einen Genius. Bach Transcriptions for Piano. Rediscovered Treatments of a Genius. Ars musici 2009.
- Bach Metamorphosis. Transcriptions by W. Braunfels, C. Tausig, R. Vaughan Williams and others. Hänssler Classic im SCM-Verlag, Holzgerlingen 2013, DNB 1030295808.
- Bach Illuminationes. Transcriptions by F. Liszt, D. Kabalevsky, A. Nebel, W. Whittaker, W. Prado and others. Hänssler Classic im SCM-Verlag, Holzgerlingen 2014, DNB 1062974743.
- Bach Transcriptions – Opus magnum I. Hänssler Classic, Neuhausen 2017, DNB 1181445604.
- Bach Transcriptions – Opus magnum II. Hänssler Classic, Neuhausen 2018, DNB 1172390770.
- Wolf Rosenberg (1915–1996): Hommage à Alban Berg. Selbstverlag, 2021.
- Siegfried Würzburger (1877–1942): Passacaglia und Fuge über Kol Nidre und Passacaglia über Moaus-zur. Selbstverlag, 2021.
- Widmung. Kompositionen von Frédéric Chopin, Clara Schumann, Christian Sinding, Franz Liszt, EarlyBirds Records GmbH, 2024.

Transkriptionen von Werken J. S. Bachs für Klavier solo und 2 Klaviere
- Ich ruf zu Dir, Herr Jesu Christ. BWV 639, 2013.
- Adagio, aus der Orgeltoccata BWV 564, 2013.
- Kommst Du nun, Jesu, vom Himmel herunter. BWV 650, 2014.
- Jesu, nimm dich deiner Glieder. BWV 40, 2016.
- Thema und 3 Variationen über „Willst du dein Herz mir schenken“. BWV 518, 2016.
- Meine Seele erhebt den Herren. BWV 648, 2020.
- Nun komm der Heiden Heiland. Aus der gleichnamigen Kantate BWV 62 für 2 Klaviere (gemeinsam mit Wagner Stefani d’Aragona Malheiro Prado), 2014.

## Veröffentlichungen
- Clara Wieck-Schumann. Ein Weg durch ihr Klavierwerk. In: Üben & Musizieren, H. 5 / 1988 (Oktober).
- Joseph Haydn: Acht Sonaten. In: Booklet zur gleichnamigen CD-Kassette, 2000.
- Vom Montserrat zu El Escorial: Antonio Soler. In: Booklet zur CD Antonio Soler. Sonaten, 2002.
- Wilde Blumen aus El Escorial. Die Klaviermusik von Padre Antonio Soler (1729-1783). In: Üben & Musizieren, H. 3 / 2004 (Juni/Juli).
- Grundlegende Prinzipien methodischen Übens. Bericht über den Meisterkurs mit Prof. Hans Leygraf. In: Consequenzen. Hrsg. Robert Schumann Hochschule Düsseldorf, Jg. 3 / WS 2004/05, Ausgabe 6.
- Fanny Hensel-Mendelssohn: Drei Stücke zu vier Händen. Hrsg. von Barbara Gabler. Furore-Verlag, Kassel 1990 (fue 120). Von A. Nebel mit spieltechnischen Hinweisen versehen.